# Dorine Bourneton
Dorine Bourneton, née le 6 septembre 1974 à Thiers (Puy-de-Dôme), est une aviatrice, écrivaine et conférencière française. Seule rescapée d'un accident d'avion à l'âge de 16 ans, elle devient la première femme en situation de handicap pilote de voltige aérienne.

## Biographie
Dorine Bourneton passa son enfance dans le village de Noiretable dans la Loire, fille d'un pilote amateur, est initiée à l'aviation dès son plus jeune âge et fait son premier vol en solo à l'âge de 15 ans. Le 12 mai 1991, âgée de 16 ans, l'avion de tourisme à bord duquel elle a pris place comme passagère, confronté à de très mauvaises conditions météorologiques, s'écrase sur le flanc du Mont d'Alambre. Seule rescapée, secourue après douze heures de recherches, ses graves blessures la privent définitivement de l’usage de ses jambes.
Malgré ce handicap, elle décide de reprendre les commandes d'un avion puis s'engage en faveur de la professionnalisation des pilotes handicapés dans l’aviation civile. Elle devient la première paraplégique pilote de voltige en 2015,.

## Engagements

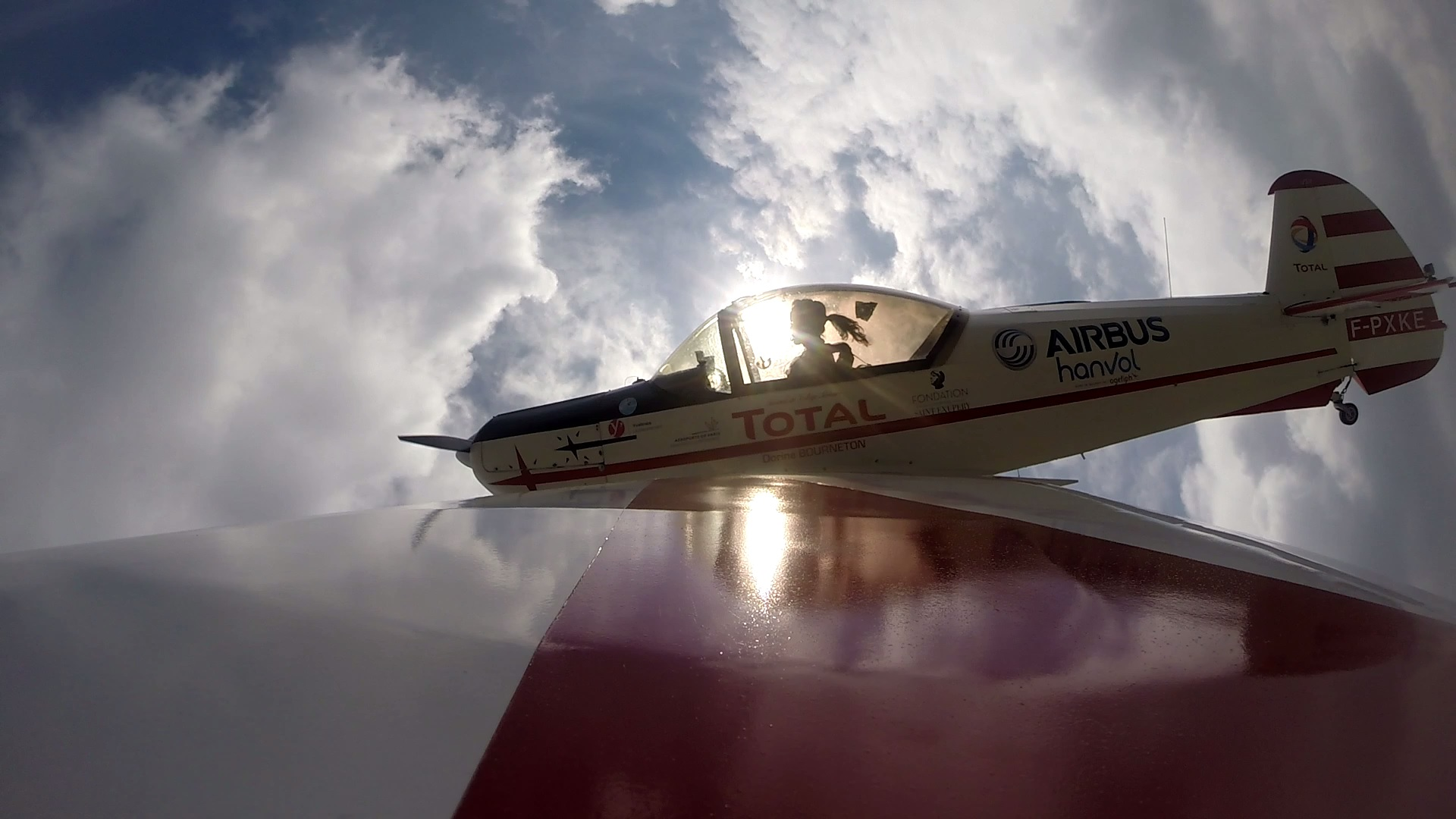
Dorine Bourneton en voltige dans le ciel du Bourget (2015).

Porte-parole des pilotes handicapés de 1997 à 2003 au sein de l'Aéro-club de France, elle est à l'origine de l'arrêté ministériel signé en novembre 2003 par Dominique Bussereau, secrétaire d'État aux Transports et à la Mer, texte ouvrant aux personnes handicapées l'accès à la licence de pilote professionnel. Un combat qu'elle mène aux côtés de Brigitte Revellin-Falcoz, l'une des premières femmes pilote de ligne en France et de Guillaume Féral, un pilote paraplégique expérimenté.
Cette réussite est également favorisée par les missions aériennes de lutte contre les feux de forêt, menées avec l'association Castel-Mauboussin et le Service départemental d'incendie et de secours (SDIS) du Lot-et-Garonne en 2002 et des pompiers du lot ; des vols qui démontrent qu'un avion équipé de commandes manuelles peut être un poste de travail comme un autre. Cette ouverture vers la professionnalisation des pilotes handicapés a inspiré d'autres projets, notamment dans l'industrie aéronautique et spatiale avec l'association « Hanvol » qui accompagne la reconversion professionnelle des adultes handicapés.
Avec l'aide  de son ami Guillaume Féral, Dorine Bourneton fait équiper de commandes manuelles un CAP10 des années 1970. Elle fait sa première démonstration de voltige au Salon international de l'aéronautique et de l'espace de Paris-Le Bourget en 2015.
De 2002 à 2004, Dorine Bourneton a été le leader d'une patrouille aérienne, la patrouille Bleu Ciel.
La rue « Dorine Bourneton » est inaugurée sur la commune d'Andrézieux-Bouthéon (Loire) en mai 2016.
Au cours de l'été 2018, sur France 5, elle présente une série documentaire de 4 épisodes (50 min) intitulée Dorine, d'un ciel à l'autre dans laquelle se mêlent ses passions pour l'aviation et le voyage.
En 2019, Dorine Bourneton devient marraine de l'Institut pour la recherche sur la moelle épinière et l'encéphale (IRME).
Le 9 novembre 2020, TF1 diffuse un téléfilm intitulé Au-dessus des nuages, fiction adaptée du livre éponyme écrit par l'aviatrice en 2015. Elle y raconte sa volonté de devenir aviatrice, plus simplement son combat pour la vie, après un accident d'avion qui, à 16 ans, l'a rendue paraplégique.
En 2020, elle devient conseillère municipale de Boulogne-Billancourt, élue sur la liste du maire (LR) Pierre-Christophe Baguet.

## Publications
Elle est l'auteure de trois ouvrages aux Éditions Robert Laffont :
- La couleur préférée de ma mère, 2002, 194 p. (ISBN 978-2-221-09498-3) ;
- Au-dessus des nuages, 2015, 210 p. (ISBN 978-2-221-14547-0) ;
- Du crash à la voltige, 12 mai 2021, 180 p. (ISBN 978-2-221-25287-1).

## Distinctions
- Chevalier de la Légion d'honneur le 12 février 2015[10],[11],[12] ;
- Officier de l'ordre national du Mérite le 19 avril 2022[13],[14]. Elle était chevalier de l'ordre depuis le 12 janvier 2009[15],[16].

## Hommage

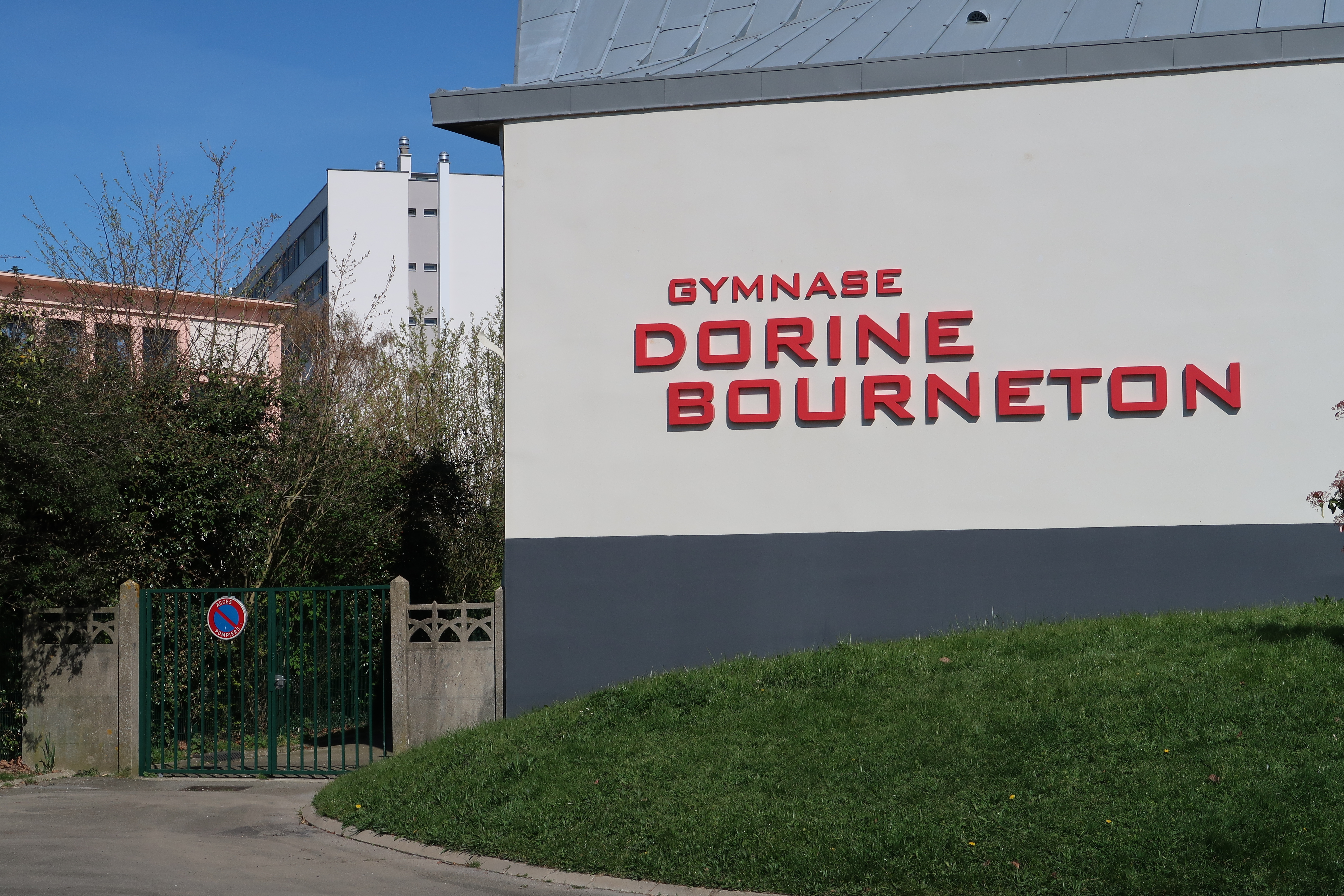
Façade du gymnase Dorine-Bourneton aux Clayes-sous-Bois.

Un gymnase des Clayes-sous-Bois (Yvelines) porte son nom depuis 2019. Dorine Bourneton est marraine des Bouchons de l’espoir, association de la ville.
Une école primaire de Saint-Cyr-l'Ecole (Yvelines) porte son nom depuis septembre 2024.